# Tjallingtjärnen
Tjallingtjärnen är en sjö i Åre kommun i Jämtland och ingår i Indalsälvens huvudavrinningsområde. Tjallingtjärnen ligger i Vålådalen Natura 2000-område.